# El Calbó (Granera)
El Calbó és una masia del terme municipal de Granera, a la comarca catalana del Moianès. Pertanyia a la parròquia de Sant Julià d'Úixols.

El Calbó, respecte del terme de Granera

Està situada a 825 metres d'altitud, dalt d'una carena on hi ha també la masia del Carner. És a l'est del poble de Granera, en el lloc on es troben el Serrat del Calbó i la Carena del Marcet, a la dreta del torrent de les Tutes i a l'esquerra del torrent del Sot del Calbó.
El seu accés més transitable antigament era des de llevant, on hi ha l'església de Sant Julià d'Úixols, però més modernament s'ha obert un nou accés que l'enllaça directament amb Granera. Des del punt quilomètric 6,4 de la carretera BV-1245 surt cap al sud una pista asfaltada que mena a la Fàbrica del Marcet en menys de 150 metres. Des d'aquest lloc, una pista rural en bon estat s'adreça cap al sud-oest, en direcció al Pantà del Marcet, a la vora dreta del qual arriba. Des d'aquell lloc, la pista trenca cap al sud-est, guanyant alçada, va a buscar el costat dret -nord- de la vall del torrent del Carner, que segueix un tram per després fer dues fortes girades per guanyar alçada i anar a buscar la Carena del Marcet. Un cop a la carena, la segueix cap al sud-est per tal d'arribar al lloc on aquesta carena s'uneix al Serrat del Calbó, lloc on es troba la masia del Carner al sud-est i la del Calbó al nord-oest, separades, entre elles, uns 200 metres. Des de la Fàbrica del Marcet hi ha una distància de 2,7 quilòmetres.